# Pemex
 (août 2021).
Pemex ou Petróleos Mexicanos est une entreprise semi-publique mexicaine chargée de l'exploitation du pétrole.

## Histoire
Elle est créée le 18 mars 1938, à la suite de la nationalisation de l'industrie pétrolière mexicaine qui était alors aux mains de compagnies étrangères (à cette date, seul 30 % du pétrole mexicain était détenu par l'Etat). Le président Lázaro Cárdenas prend le parti des travailleurs pétroliers dans le conflit qui opposait ceux-ci à leurs employeurs américains et britanniques, les ouvriers demandant la hausse des salaires et des avantages sociaux. Les patrons répondent négativement aux demandes. Cárdénas déclare alors que le pétrole est constitutionnellement propriété de la Nation, et décide d'augmenter la souveraineté nationale sur cette ressource en nationalisant l'industrie pétrolière. Il ne restait qu'à attendre quelques semaines pour que le congrès valide son projet de création de cette entreprise publique.
Cette entreprise est dirigée par Juan José Suárez Coppel (2010).

## Production
Production quotidienne en 2008 (source Pemex) :
- 4 243 000 barils d'hydrocarbures
  - 2 792 000 barils de pétrole brut
  - 1 451 000 barils de gaz

En 1999, le Mexique était le 7e producteur de pétrole brut (2,906 millions de barils), juste devant le Venezuela (2,784 millions de barils).
Autres chiffres
Ces données proviennent de fichiers pdf en espagnol ou anglais téléchargeables sur le site officiel.
Réserves
En 2000, le Mexique est le 9e pays du monde en termes de réserves prouvées de pétrole (28,260 milliards de barils) derrière les 72,6 milliards de barils du Venezuela (1er). Par comparaison, les États-Unis disposeraient de moins de réserves (21,034 milliards de barils, 12e rang), de même que le Brésil (7,357  milliards de barils, 15e rang).
Exportation
- Le prix des barils à l'exportation pour le Mexique est passé de 15,62 dollars en 1999 à 24,62 dollars en 2000. En 2006, son prix moyen est de 54,53 dollars.
- En 1999, les exportations de pétrole représentaient 7 % de l'ensemble des exportations du pays, ce chiffre est passé à 10 % en 2000.

## Histoire
Le 7 juin 1938, un décret promulgué par le Congrès nationalisa toutes les entreprises pétrolières travaillant sur le sol mexicain. Pemex fut ainsi créée.
Le 3 juin 1979, le puits de pétrole d'Ixtoc I prend feu et commence à fuir, provoquant la plus grande marée noire de l'histoire.
Le 19 novembre 1984 ont lieu les explosions de San Juan Ixhuatepec : une série d'explosions de gaz de pétrole liquéfié (GPL) dans un dépôt tue plus de 500 personnes.
Le 11 novembre 2002, le président Vicente Fox a répété devant le CBI[Quoi ?] qu'il ne privatiserait pas cette entreprise.
Le 11 décembre 2002, certains ouvriers, pour protester contre la sous-traitance de certains travaux à des Chinois, ont fermé le puits de pétrole Tecominoacán 117.
Le 31 janvier 2013, le gratte-ciel de la compagnie, la Torre Ejecutiva Pemex explose (en).
Le 7 mai 2013, un dépôt de gaz explose à Ecatepec de Morelos.
Le 2 juillet 2021, une fuite dans le pipeline sous-marin de Ku-Sierra en eau peu profondes au large de Campeche rattaché au complexe Ku-Maloob-Zaap (plus grand site de production de la compagnie) déclenche un incendie à la surface de l'eau qui mettra huit heures à être maîtrisé.
Emilio Lozoya, président de Pemex sous l’administration d'Enrique Peña Nieto, est poursuivi en 2021 par la justice mexicaine pour blanchiment d'argent et pour son implication dans le scandale Odebrecht.

## Pemex au cinéma
La dernière scène du film Terminator, qui se déroule au Mexique, a lieu dans une station essence Pemex.